# Симфоническая фантазия
Симфоническая фантазия (нем. Symphonische Fantasie; фр. fantasie simphonique; англ. symphonic fantasia) — жанр симфонической музыки, отличающийся (как и любая музыкальная фантазия) свободой развития, яркими контрастами, сочетанием различных принципов формообразования (сонатности, вариационности, рондальности и т. д.).
Как правило, симфоническая фантазия — одночастное оркестровое сочинение, имеющее кое-либо программу или основанное на разработке народных, песенно-танцевальных тем.
Представляет собой один из вариантов симфонической поэмы или картины. Подобно той или другой, фантазия может нести в себе какую-либо поэтическую идею («Утес» Рахманинова), развернутый сюжет («Франческа да Римини» Чайковского) или содержать живописную задачу («Лес» Глазунова").
Из этого видно, что её жанровые признаки часто не донца определены. Так, произведение «Буря» Петр Ильич Чайковский назвал фантазией, хотя это сочинение с тем же правом можно смело считать поэмой. Симфоническая фантазия Мусоргского «Ночь на Лысой Горе» обнаруживает явные признаки картинности.

## Произведения
В русской музыке симфоническая фантазия приобрела более широкое распространение (соч. П. И. Чайковского, А. К. Глазунова, С. В. Рахманинова, И. Ф. Стравинского и др.), чем в западно-европейской симфонической музыке («Дочь Севера» Сибелиуса).

## Разновидности
Разновидности симфонической фантазии — оркестровое каприччо и увертюра-фантазия, указывающая на один из истоков жанра — концертную увертюру. К ним относятся «Камаринская» (подзаголовок «фантазия на темы двух рус. песен»), «Вальс-фантазия», а также «испанские увертюры» «Арагонская хота» («блестящее каприччио») и «Ночь в Мадриде» Глинки, «Увертюра на три русские темы» Балакирева, «Испанское каприччио» Римского-Корсакова, «Итальянское каприччио», увертюры-фантазии «Ромео и Джульетта», «Буря» Чайковского и др.
Пьесы, построенные на свободной разработке народных песен. Примеры таких фантазий следующие:
- «Камаринская» Глинки — «Фантазия на темы двух русских песен — свадебной и плясовой»;
- «Фантазия на сербские темы» Римского-Корсакова;
- «Увертюра на три русские темы», «Увертюра на чешские темы» Балакирева;
- «Русская увертюра» Прокофьева.